# Ерік Гохштайн
Ерік Гохштайн (нім. Erik Hochstein, 1 жовтня 1968) — німецький плавець.
Призер Олімпійських Ігор 1988 року.
Призер Чемпіонату Європи з водних видів спорту 1989 року.